# Нижняя Берёзовка (стоянка)
Нижняя Берёзовка — стоянка древнего человека, расположенная в черте микрорайона Вагжанова города Улан-Удэ Республики Бурятии на берегу реки Селенги. Имеет два культурных слоя, отнесённых к эпохе неолита — энеолита и бронзового века.
Стоянка была открыта в 1926 году краеведом В. В. Поповым, впервые раскапывалась в 1928 году первой Бурят-Монгольской археологической экспедицией АН СССР под руководством археолога Г. П. Сосновского. Последующие раскопки проходили в 1936 году под руководством археолога Э. Р. Рыгдылона, в 1949 году на стоянке работала вторая Бурят-Монгольская археологическая экспедиция АН СССР под руководством археолога А. П. Окладникова, в 1987 году охранно-спасательные работы на стоянке проводил археолог В. П. Конев.
При раскопках стоянки было найдено разрушенное погребение ребёнка, от которого остался один череп. Инвентарь памятника состоял из каменных, костяных и металлических орудий: скребки, гарпуны, наконечники стрел, пластины, нуклеусы, заготовка наконечника дротика или копья, рыболовные орудия, обломки ножей и бляшки с перекрестием. Также среди находок были черепки керамики от сосудов с орнаментом и без. По части черепков реставраторы собрали верхнюю часть горшка без дна. Фаунистические находки были представлены костями диких и домашних животных, включая ритуальное погребение собаки.
Стоянка является памятником археологии и объектом культурного наследия России федерального значения.

## Географическое положение
Стоянка расположена на приустьевых песчаных мысах, часть которых была срезана огородами местных жителей, небольшой речки Нижняя Берёзовка (правый приток реки Селенги) при впадении её в Селенгу в черте микрорайона Вагжанова у станции Дивизионная города Улан-Удэ Республики Бурятии. Археолог Л. Г. Ивашина в своей монографии отмечала удобное расположение стоянки — в расширение долины реки, которая окружена цепями гор с трёх сторон, покрытая песками и сосновым лесом.

## Стоянка
В архиве Института истории материальной культуры РАН хранится письмо от 23 марта 1927 года В. В. Попова — учёного секретаря Бурят-Монгольского научного общества имени Доржи Банзарова, которое он отправил в отдел музеев Главнауки РСФСР. В этом письме В. В. Попов сообщал о стоянке, расположенной возле ручья Нижняя Берёзовка и о найденных в осыпающихся в реку краях стоянки гарпуна из оленьего рога, каменных орудий и керамики. Также в письме было указано, что в августе 1926 года В. В. Попов совместно с археологом Г. И. Боровка, который проездом из Монголии остановился в Верхнеудинске (ныне Улан-Удэ), осмотрели стоянку. До этого, летом 1926 года, В. В. Попов и Н. А. Удалов собрали с местонахождения различные археологические артефакты. А самые первые подъёмные материалы на стоянке были собраны участниками школьного краеведческого кружка — В. Е. Ольховик, П. Г. Брянский, Ф. А. Кудрявцев.
В 1928 году раскопки на стоянке проводила первая Бурят-Монгольская археологическая экспедиция АН СССР под руководством археолога Г. П. Сосновского, поставившая раскоп на нетронутом участке площадью в 9 м². В результате раскопок в культурном слое стоянки были найдены скопления расколотых костей животных, каменные орудия и их обломки, глиняные черепки. На расстояние в несколько десятков метров от поставленного раскопа было обнаружено темное пятно овальной формы при исследовании которого выяснилось, что это была небольшая яма — разрушенное погребение. В ней был обнаружен только череп ребёнка, лежавший на левой стороне, правая височная область была сильно разрушена. Лицом череп был повернут на восток, теменем на север. Вокруг и под ним были найдены скопления расколотых костей животных и черепки керамики с орнаментом и без, также под черепом лежали угольки и следы золы. К северо-западу от него были обнаружены кости косули: черепная крышка и несколько лопаток. Ниже черепа лежали рог оленя, головка человеческого бедра, каменный скребок, обломки глиняной посуды.
Г. П. Сосновский отмечал по результатам раскопок, что «инвентарь стоянки близок к комплексу находок поздненеолитических поселений Ангаро-Байкальского района». На стоянке были найдены кости животных, которые, по определению В. И. Громова, делились на кости диких животных — косули, лося, кабана, зайца и благородного оленя, а также кости домашних — лошади, длиннорогого быка и собаки. На костях были следы расколов типичные для извлечения из них костного мозга.
Г. П. Сосновским было отмечено, что находки найденные им во время раскопок были представлены только каменными и костяными орудиями, а также черепками глиняных сосудов неолитических по облику. Следов металлических орудий или керамики, которые можно было бы отнести к более позднему времени, он не обнаружил, в результате чего памятник им был датирован эпохой неолита. Каменный инвентарь стоянки был представлен наконечниками стрел (1,8 — 3 см длиной, удлиненно-треугольной формы, некоторые наконечники относились к даурскому типу), мелкими скребками, ножевидными пластинами, нуклеусами-скребками, заготовкой наконечника дротика или копья длиной 5,4 см, рыболовными орудиями — каменные стерженьки сложных рыболовных крючков с креплением для лески, наконечники гарпунов. Гарпуны имеют аналоги среди серовских и китойских культур (по периодизации А. П. Окладникова). Орудия были изготовлены из кремнистых, яшмовидных пород и халцедона. Основную часть находок составляли черепки сосудов с разнообразным орнаментом, которые были изготовлены из глины красновато-серого оттенка. Г. П. Сосновский по результатам изучения обнаруженных находок пришёл к выводу, что все они идентичны и составляют единый комплекс.
В 1936 году на стоянке работал археолог Э. Р. Рыгдылон. Им было отмечено, что берега речки, возле которой расположена стоянка, сильно размываются, особенно после каждого длительного дождя, в результате чего обнажаются древние отложения. Часть жилой области стоянки из-за этого разрушилась и в обвалившихся комках земли им были найдены обломки пережженных камней и черепки глиняной посуды. Также Э. Р. Рыгдылон собрал более 20 обломков костей животных, которые по определению зоолога В. В. Карачаровского принадлежали маралу и косуле. Старший реставратор ИИМК П. А. Смелов по черепкам глиняного сосуда смог почти полностью собрать верхнюю часть горшка, дно у которого не сохранилось. Э. Р. Рыгдылон также датировал памятник эпохой неолита.
В 1949 году раскопки проводила В. Д. Запорожская в составе второй Бурят-Монгольской археологической экспедиции под руководством археолога А. П. Окладникова. Во время этих раскопок выяснилось, что стоянка имеет два культурных слоя: нижний слой был отнесён к эпохе позднего неолита, а верхний (сохранился хуже) к бронзовому веку. Помимо каменных и костяных изделий экспедицией были найдены металлические орудия — обломки ножей и бляшки с перекрестием. Были раскопаны очаги и ямы с чешуей рыбы. Найдены ритуальные захоронения собак, что могло свидетельствовать о их почитание у древних охотников и рыболовов. Кроме того впервые в районе Нижней Селенги был найден трипод — фрагмент полой ножки глиняного сосуда.
По находкам бронзовых изделий, отнесённых к карасукской культуре, а также по посуде более поздних типов, исследователи предположили, что поселение могло существовать на этом месте довольно долгое время — от неолита вплоть до начала 1-го тысячелетия до н. э. Некоторая керамика из найденных на стоянке была отнесена к усть-бельской культуре, похожие предметы были обнаружены также и на Посольском поселение, но керамические сосуды найденные на стоянке имеют и некоторые отличия от сосудов Усть-Белой — в сочетании орнамента и формы. Археологи Л. Г. Ивашина и Ю. С. Гришин признавали керамические сосуды Нижнеберезовской и Посольской стоянок наиболее близкими по типу.
В 1987 году охранно-спасательные работы на стоянке на левом берегу ручья Нижняя Берёзовка проводил археолог В. П. Конев. Результаты работ им не были опубликованы. Коллекция находок сделанная в результате этих работ хранится в фондах Музея БНЦ СО РАН.
По материалам нижних слоёв Нижне-Березовской стоянки Л. Г. Ивашина выделяла новый этап неолита на территории лесостепной зоны Западного Забайкалья — нижнеберезовский средненеолитический этап (третье тысячелетие до н. э.), второй по её периодизации (первый — мухинский, третий — бухусанский, четвёртый — фофановский). К этому этапу она также относила нижние слои Посольского поселения и верхний слой поселения Санный Мыс. При таком деление на периоды она опиралась на разработанную А. П. Окладниковым периодизацию неолита-энеолита Предбайкалья.
А. П. Окладников датировал стоянку вторым тысячелетием до н. э. По версии Л. Г. Ивашиной верхний слой стоянки эпохи бронзы, возможно, существовал до культуры плиточных могил, а наличие костей домашних животных подтверждает, что жители стоянки были знакомы не только с обработкой металла, но и со скотоводством. Яма с рыбьей чешуёй, найденная при раскопках, а также находки гарпунов и рыболовных крючков показывали, что рыболовство занимало не последнее место в жизни поселения. По находкам наконечников стрел из нижнего неолитического слоя стоянки Л. Г. Ивашина предположила, что большое экономическое значение имела также и охота: охотились как на крупных животных — лось, олень, кабан, косуля так и на мелких — лисица, бобр, заяц. Возможно помимо лука со стрелами для охоты на мелкую дичь применяли различные ловушки, капканы, силки и т. д. — так как такие способы хоть и не давали большое количество пищи, но добыча была регулярной и не требовала больших усилий, по сравнению с другими методами охоты.
Памятник археологии охраняется государством в соответствии с Постановлением Совета Министров Бурятской АССР № 379 от 29 сентября 1971 года. В едином государственном реестре объектов культурного наследия (памятников истории и культуры) народов Российской Федерации стоянка зарегистрирована как объект культурного наследия федерального значения с присвоением ему регистрационного номера 031640534020006.